# The Last Minute
The Last Minute è un film del 2001 scritto e diretto da Stephen Norrington.